# Audi Q5
Audi Q5 er en SUV fra Audi, som blev introduceret i august 2008, og som er baseret på Audi A4.
Motorerne er de samme som i de større A4-modeller. Det vil sige benzinmotorer på 2,0 og 3,0 liter med hhv. 180, 211 og 270 hk samt dieselmotorer på 2,0 og 3,0 liter med hhv. 143, 170 og 240 hk.
Samtlige versioner er standardudstyret med Audi's quattro-system, hvor bilen trækker på alle fire hjul. Samtlige dieselversioner er desuden standardudstyret med partikelfilter og commonrail-indsprøjtning.

## Tekniske specifikationer[1]
| Model                       | Cylindre                    | Ventiler                    | Slagvolume cm³              | Effekt                      | Effekt                      | Effekt                      | Drejningsmoment             | Drejningsmoment             | 0-100 km/t                  | Topfart                     | Årgang(e)                   | Årgang(e)                   |
|                             |                             |                             |                             | kW                          | hk                          | omdr.                       | Nm                          | omdr.                       |                             | km/t                        | fra                         | til                         |
| Q5-modeller med benzinmotor | Q5-modeller med benzinmotor | Q5-modeller med benzinmotor | Q5-modeller med benzinmotor | Q5-modeller med benzinmotor | Q5-modeller med benzinmotor | Q5-modeller med benzinmotor | Q5-modeller med benzinmotor | Q5-modeller med benzinmotor | Q5-modeller med benzinmotor | Q5-modeller med benzinmotor | Q5-modeller med benzinmotor | Q5-modeller med benzinmotor |
| --------------------------- | --------------------------- | --------------------------- | --------------------------- | --------------------------- | --------------------------- | --------------------------- | --------------------------- | --------------------------- | --------------------------- | --------------------------- | --------------------------- | --------------------------- |
| 2.0 TFSI                    | 4                           | 16                          | 1984                        | 132                         | 180                         | 4000−6000                   | 320                         | 1500−4200                   | 8,5                         | 210                         | 07/2009                     | nu                          |
| 2.0 TFSI                    | 4                           | 16                          | 1984                        | 155                         | 211                         | 4300−6000                   | 350                         | 1500−4200                   | 7,6                         | 222                         | 08/2008                     | nu                          |
| 3.2 FSI                     | 6                           | 24                          | 3197                        | 199                         | 270                         | 6500                        | 330                         | 3000−5000                   | 6,9                         | 234                         | 12/2008                     | nu                          |
| Q5-modeller med dieselmotor |                             |                             |                             |                             |                             |                             |                             |                             |                             |                             |                             |                             |
| 2.0 TDI                     | 4                           | 16                          | 1968                        | 105                         | 143                         | 4200                        | 320                         | 1750−2500                   | 11,4                        | 190                         | 07/2009                     | nu                          |
| 2.0 TDI                     | 4                           | 16                          | 1968                        | 125                         | 170                         | 4200                        | 350                         | 1750−2500                   | 9,9                         | 204                         | 08/2008                     | nu                          |
| 3.0 TDI                     | 6                           | 24                          | 2967                        | 176                         | 240                         | 4000−4400                   | 500                         | 1500−3000                   | 6,5                         | 225                         | 08/2008                     | nu                          |

## Eksterne kilder og henvisninger
1. ↑  Audi Deutschland > Modelle > Q5 > Technische Daten und Anleitung Arkiveret 6. august 2009 hos  Wayback Machine (tysk)
2. ↑  Schwacke Car Index - Version Personenwagen Audi - Q 5 KOMBI 5 Türen ab 08/2008 Arkiveret 24. januar 2010 hos  Wayback Machine (tysk)

- Wikimedia Commons har flere filer relateret til Audi Q5
- Internet Movie Cars Database: Audi Q5 i film og tv-serier
- Officielt websted Arkiveret 6. august 2009 hos  Wayback Machine

| Stub | Spire Denne bilrelaterede artikel er en spire som bør udbygges. Du er velkommen til at hjælpe Wikipedia ved at udvide den. |